# Walter Tennyson
Walter Tennyson (1899 — 1980) foi um ator e diretor britânico da era do cinema mudo.
Trabalhou frequentemente com os diretores James Stuart Blackton, Floyd Martin Thornton e Donald Crisp. Tennyson apareceu em 13 filmes e dirigiu 5.

## Filmografia selecionada
como ator:
- The Virgin Queen (1923)
- Women and Diamonds (1924)
- Speeding Into Trouble (1924)
- The Infamous Lady (1928)

como diretor:
- Father O'Flynn (1935)
- King of Hearts (1936)
- Annie Laurie (1936)